# Günter H. Müller
Günter H. Müller (* 1949 in Werther (Westf.)) ist ein deutscher Komponist.

## Leben
Günter H. Müller wurde 1949 in Werther/Westfalen geboren und lebt seit 1973 in Schwerte.
Nach der musikalischen Ausbildung am städtischen Konservatorium in Dortmund und einer Weiterbildung an der bergischen Musikakademie konzentrierte Günter H. Müller sich sowohl auf die zeitgenössische Kammermusik, als auch auf die traditionelle Musik alter Kulturen Asiens und Australiens. Seine Werke für die japanische ZEN – Flöte Shakuhachi, das australische Didgeridoo oder die indische Bansoori vereinen moderne Spieltechnik mit alter Musiktradition. Mehrere Kompositionen für diese ungewöhnlichen Instrumente werden im Jahr etwa 150 mal öffentlich aufgeführt.
Müller hat u. a. ein Lehrbuch für Didgeridoo geschrieben, in dem eine eigene Notation für dieses sehr alte Blasinstrument der Aborigines, der Australischen Ureinwohner, vorgestellt wird: Didgeridoo – spielen lernen, aus dem Bauch heraus. Es ist im Blow Till Midnight-Musikverlag, Dortmund, in der zweiten Auflage erschienen (ISBN 3-933950-03-1). Auf über 100 Seiten werden die Spiel- und Atemtechnik ausführlich erklärt, zahlreiche Übungen und Tipps für das Zusammenspiel mit anderen Musikern vermitteln zusammen mit der mitgelieferten CD das Grundwissen für ambitionierte Didgeridoospieler.
Er hat mehrere Tonträger mit eigenen Werken veröffentlicht, u. a. Blue Cave (BTM 008, LC 10394), ZEN Jazz (Duo mit Christian Bollmann, Lichthaus Music, LC 05739), Smouldering Fire (Tr Tr 006), Kristalle (CD BTM 004) und ist als Gastmusiker auf Einspielungen in- und ausländischer Künstler zu hören (u. a. zusammen mit Louis Virie Blanche (USA), Stefan Heidtmann, Christian Bollmann, Hakim Ludin, Crazy Chris Kramer). Die CD "Journey" von Crazy Chris Kramer (LC 10394, BTM 005), auf der G. H. Müller Didgeridoo und Kontrabass spielt, ist von Helge Schneider produziert worden, der auch selbst auf einigen Titeln zu hören ist.
Müller hat 1996 die Höhlenkonzerte in der Dechenhöhle Iserlohn ins Leben gerufen und veranstaltet selbst diese Konzerte und Musikführungen, über die bereits mehrfach vom WDR und DLF berichtet wurde. Bekannte Musiker aus den USA (Tony Liotta), aus Korea (Nam Sook Kim) und der Mongolei (Hosoo's Trans Mongolia) sind bei diesen Höhlenkonzerten gemeinsam mit Günter H. Müller aufgetreten.
Auch die Musikführungen über die Dortmunder Kokerei Hansa und die Finsterniskonzerte in der Dechenhöhle und der Tropfsteinhöhle Schulerloch wurden von Müller eingeführt und ziehen jedes Jahr auch zahlreiche Besucher aus den angrenzenden Nachbarländern an.
Radio- und Fernsehberichte über Günter H. Müller und seine Musik wurden gesendet von ARD, WDR, BR, SWF, RBB, SFB, DLF und verschiedenen Lokalsendern.
Günter H. Müller ist auch studierter Dipl.-Bauingenieur. Sein Büro hat unter anderem das 2006 eröffnete Deutsche Höhlenmuseum umgebaut.